# Vila Adalberta Plumerta
Vila Adalberta Plumerta, která se nachází na severním okraji města Frýdlantu v okrese Liberec ve stejnojmenném kraji,  je autenticky dochovanou ukázkou historizující architektury druhé poloviny 19. století, ovlivněné romantismem. Stavba je od roku 2018 zapsaná v Ústředním seznamu nemovitých kulturních památek České republiky.

## Historie
Romantickou vilu, připomínající historické panské sídlo, si nechal postavit na návrší na severním okraji Frýdlantu vysoký rakousko-uherský poštovní úředník Adalbert Plumert. Výstavba probíhala v letech 1898–1899. Původní dokumentace se nedochovala, ale podle podobnosti s vilou frýdlantského továrníka Rolffse se usuzuje, že provedením stavby byla pověřena  frýdlantská stavební firma Appelt a Hampel. Za zmínku stojí, že výstavba vily probíhala v této lokalitě v době, kdy zhruba jen o 150 metrů jižněji pod návrším byla na pravém břehu Řasnice budována regionální železniční trať z Frýdlantu do Jindřichovic pod Smrkem, jejíž provoz byl slavnostně zahájen v roce 1902.

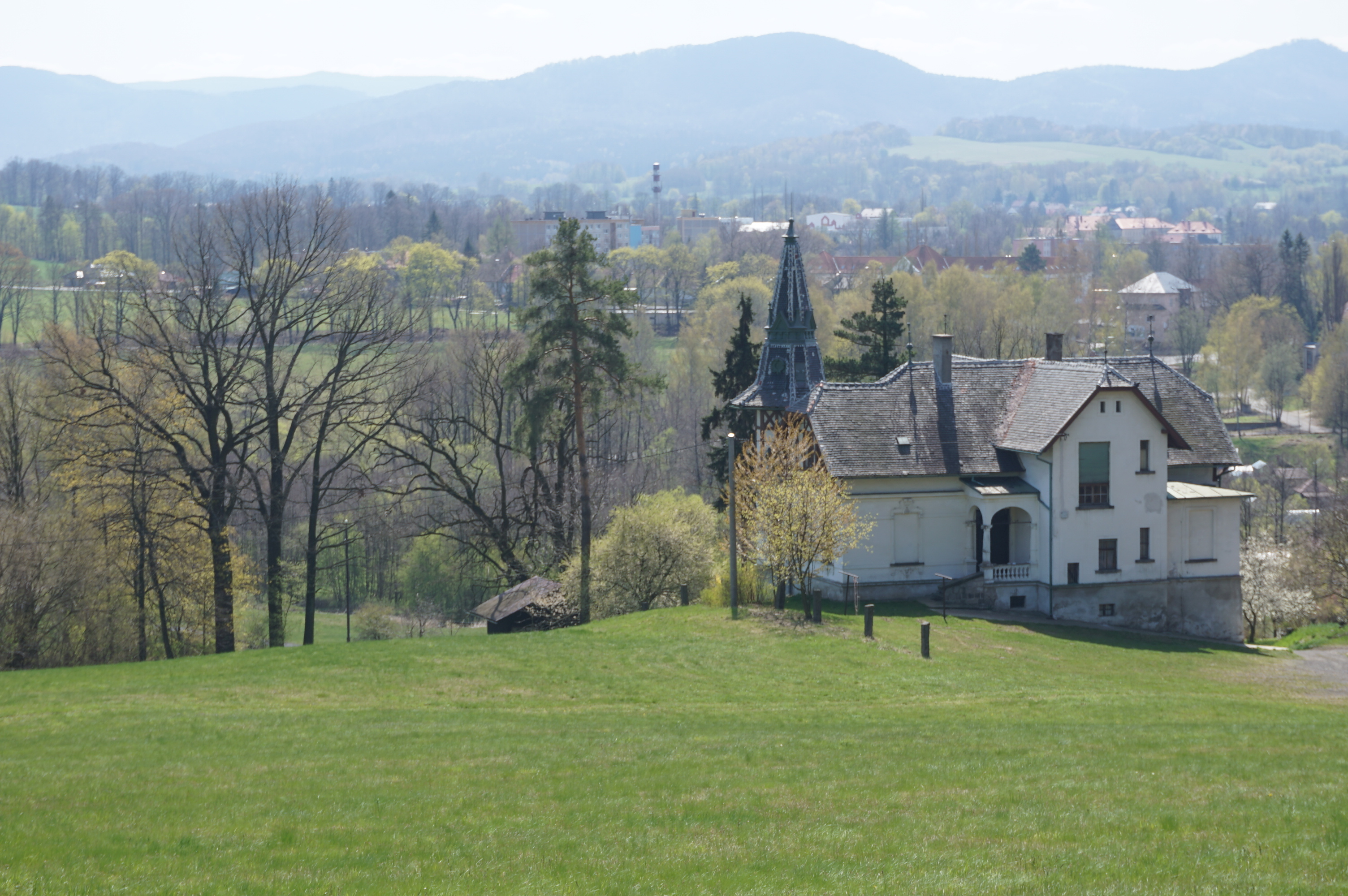
Pohled z návrší nad vilou k jihu na Frýdlant a hřeben Jizerských hor

Vila prošla částečnou modernizací v roce 1975. Postupem doby se zde střídali majitelé, prostřednictvím realitní kanceláře byla nemovitost nabízena ke koupi v roce 2017. Dle katastru nemovitostí je vila v majetku soukromého vlastníka (stav na počátku roku 2023).

## Popis
Vila stojí na návrší nad městem asi 300 metrů od jeho severního okraje, přibližně o 50 metrů níže, než je nadmořská výška vrcholu Frýdlanské výšiny s místní rozhlednou, která je od vily vzdálená vzdušnou čarou zhruba jeden kilometr severozápadním směrem. Pozemky, na nichž se vila nachází, mají celkovou výměru 4 724 metrů čtverečních, užitná plocha samotné nemovitosti je 500 m².
Vila je postavená ve svahu, takže nejnížeji položená zděná část přechází na severu v suterén. Průčelí v nadzemní části suterénu je ozdobeno bosováním. Půdorys domu má tvar nerovnoramenného kříže. Členitosti půdorysu odpovídá i členění sedlových střech s polovalbou, krytých pálenými glazovanými taškami.Do domu se vchází po schodišti s balustrádou. Vstup je krytý přístřeškem s arkádami.
Ve sklepích je celkem šest místností, včetně spíže, dílny a kotelny. Interiér obytné části přízemí, které se při pohledu od jihu jeví jako první patro, se dochoval v původní autentické podobě s dřevěným obložením stěn a stropů, lodžie má původní štukovou výzdobu. Nachází se zde kuchyně, obývací pokoj, jídelna s rizalitem, obloženým dřevem, zasklená veranda, ložnice a koupelna.Nad touto hlavní obytnou částí se nachází dekorativní hrázděné patro s jehlanovitou hrázděnou věžičkou. V hrázděném podkrovním patře je další kuchyně, ložnice, pokoj, koupelna a komory. V interiéru domu se dochovala celá řada původních dřevěných, kovových, keramických a zděných prvků, včetně unikátního souboru čtyř funkčních kachlových kamen. Dřevěná okna a dveře jsou původní, zdobená umělecky zpracovaným kováním. 